# Endecous hubbelli
Endecous hubbelli är en insektsart som beskrevs av Liebermann 1965. Endecous hubbelli ingår i släktet Endecous och familjen syrsor. Inga underarter finns listade i Catalogue of Life.